# Ghetto Youths Crew
Ghetto Youths Crew jest wytwórnią płytową powstałą w celu wspierania młodych i zaczynających karierę wykonawców reggae. Została założona przez Ziggy'ego, Stephena, Juliana i Damiana Marleya, którzy są synami Boba Marleya.